# Chromodes
Chromodes és un gènere monotípic d'arnes de la família Crambidae. Conté només una espècie, Chromodes armeniacalis, que es troba a Brasil.